# Rocles, Lozère
Rocles är en kommun i departementet Lozère i regionen Occitanien i södra Frankrike. Kommunen ligger i kantonen Langogne som tillhör arrondissementet Mende. År 2022 hade Rocles 242 invånare.

## Befolkningsutveckling
Antalet invånare i kommunen Rocles
| Referens: INSEE |